# ناب علوي
في طب الأسنان البشري الناب العلوي (بـالإنجليزية: maxillary canine) هي السن التي تقع جانبيًا (بعيدًا عن خط منتصف الوجه) بالنسبة للقاطعين الجانبيين العلويين في الفم، وتقع في اتجاه انسي (في اتجاه خط منتصف الوجه) بالنسبة للضاحك الأول العلوي. يطلق على كلا النابين العلوي والسفلي (حجر الزاوية) للفم لأن كل منهم يقع على بعد ثلاث أسنان من خط المنتصف، وتفصل الضواحك من القواطع. يعكس موقع الأنياب وظيفتها الثنائية حيث أنها تكمل عمل القواطع والضواحك أثناء المضغ. مع ذلك فإنها تعمل أكثر في تمزيق الطعام. تستطيع الأنياب تحمل قوة الضغط الجانبية الهائلة التي يسببها المضغ. هناك حدبة واحدة على الناب وتشبه الأسنان الموجودة عند الحيوانات آكلة اللحوم مثل السنور ذو الأسنان السيفية. على الرغم من التشابه الكبير بين الأنياب اللبنية والدائمة هناك بعض الاختلافات البسيطة بينهما.
هي أطول سن في الفم (من الجذر حتى الحافة القاطعة). الأنياب هي الأسنان الأمامية الوحيدة التي توجد بها حدبة.
الناب العلوي يبدأ في التكلس عند سن 4 شهور. يكتمل تكون مينا الأسنان عند سن 6 إلى 7 سنوات والأنياب العلوية الدائمة تبزغ في سن 11 إلى 12 سنة. يتكون الجذر بشكل كامل بسن 13 إلى 15 سنة. الناب العلوي يكون أعرض بقليل من الناب السفلي. الناب العلوي لديه جذر واحد، وهو في العادة أطول جذر في الأسنان الموجودة في الفم.
في نظام الترقيم العالمي (universal system of notation) الأنياب اللبنية العلوية محددة بأحرف مكتوبة بالأحرف الكبيرة. الناب العلوي الأيمن اللبني يعرف بـ (C) والأيسر يعرف بـ (H). في نظام ترقيم الاتحاد الدولي لطب الأسنان يعرف الناب العلوي الأيمن اللبني كـ(53) والأيسر كـ(63).
في نظام الترقيم العالمي يشار إلى الأنياب الدائمة بالأرقام. يعرف الناب الدائم العلوي بـ (6) والأيسر بـ (11). في نظام ترميز بالمر () يستخدم رقم مع رمز يعبر عن الربع الذي توجد به السن. بالنسبة للناب العلوي الأيمن والأيسر لهما نفس الرقم (3)، ولكن يشار للأيمن بالرمز "┘" تحت الرقم وللأيسر بالرمز "└" تحت الرقم. لنظام ترقيم الاتحاد الدولي لطب الأسنان طريقة ترقيم مختلفة عن الاثنين الآخرين حيث يشار للناب العلوي الأيمن الدائم بـ (13) والأيسر بـ (23).